# 聖母岩 (黑山)

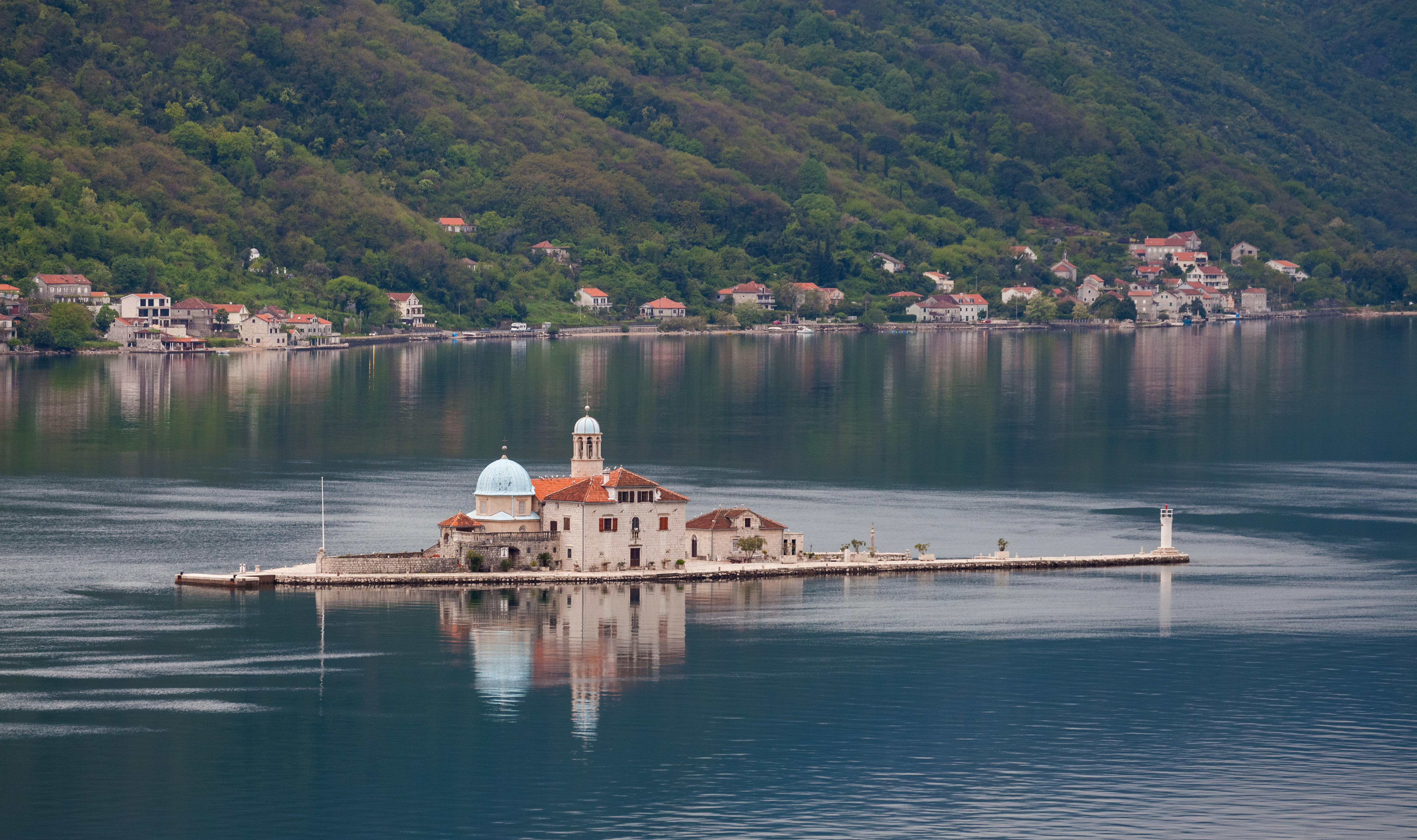
聖母岩

聖母岩是蒙特內哥羅科托爾灣內佩拉斯特海域的兩座岩礁之一（另外一座是聖喬治岩）。和天然形成的聖喬治岩不同，聖母岩是一座人工島。島上有一座教堂及其附設的博物館。